# Muraltia capensis
Muraltia capensis är en jungfrulinsväxtart som beskrevs av Margaret Rutherford Bryan Levyns. Muraltia capensis ingår i släktet Muraltia och familjen jungfrulinsväxter. Inga underarter finns listade i Catalogue of Life.